# فرناندو کوردا
فرناندو کوردا (انگلیسی: Fernando Cuerda؛ زادهٔ ۶ مارس ۱۹۸۴) بازیکن فوتبال اهل اسپانیا است.
از باشگاه‌هایی که در آن بازی کرده‌است می‌توان به باشگاه فوتبال اتلتیکو مادرید، باشگاه فوتبال پیاست گلیویتسه، باشگاه فوتبال فاسی، باشگاه فوتبال اتلتیکو مادرید بی، و باشگاه فوتبال بوداپست هونود اشاره کرد.